# Orotelli
Orotelli ist eine Gemeinde in der Provinz Nuoro in der italienischen Region Sardinien mit 1862 Einwohnern (Stand 31. Dezember 2023).
Orotelli liegt etwa 22 km westlich von Nuoro.
Die Nachbargemeinden sind: Bono (SS), Bottidda (SS), Illorai (SS), Oniferi und Orani.

## Einzelnachweise

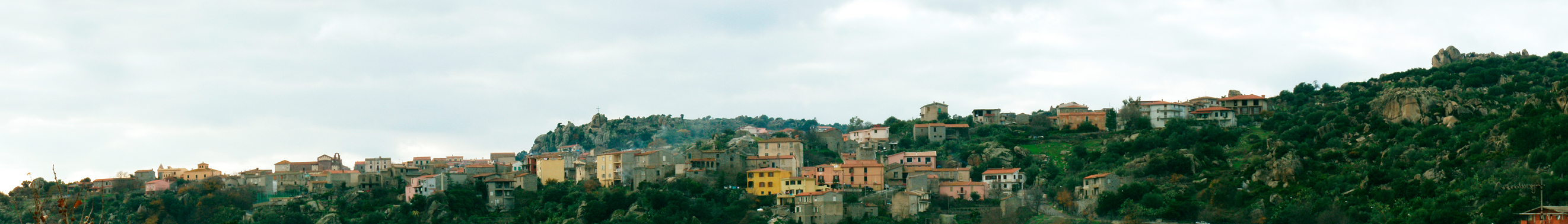
Orotelli